# Tadeusz Biegański

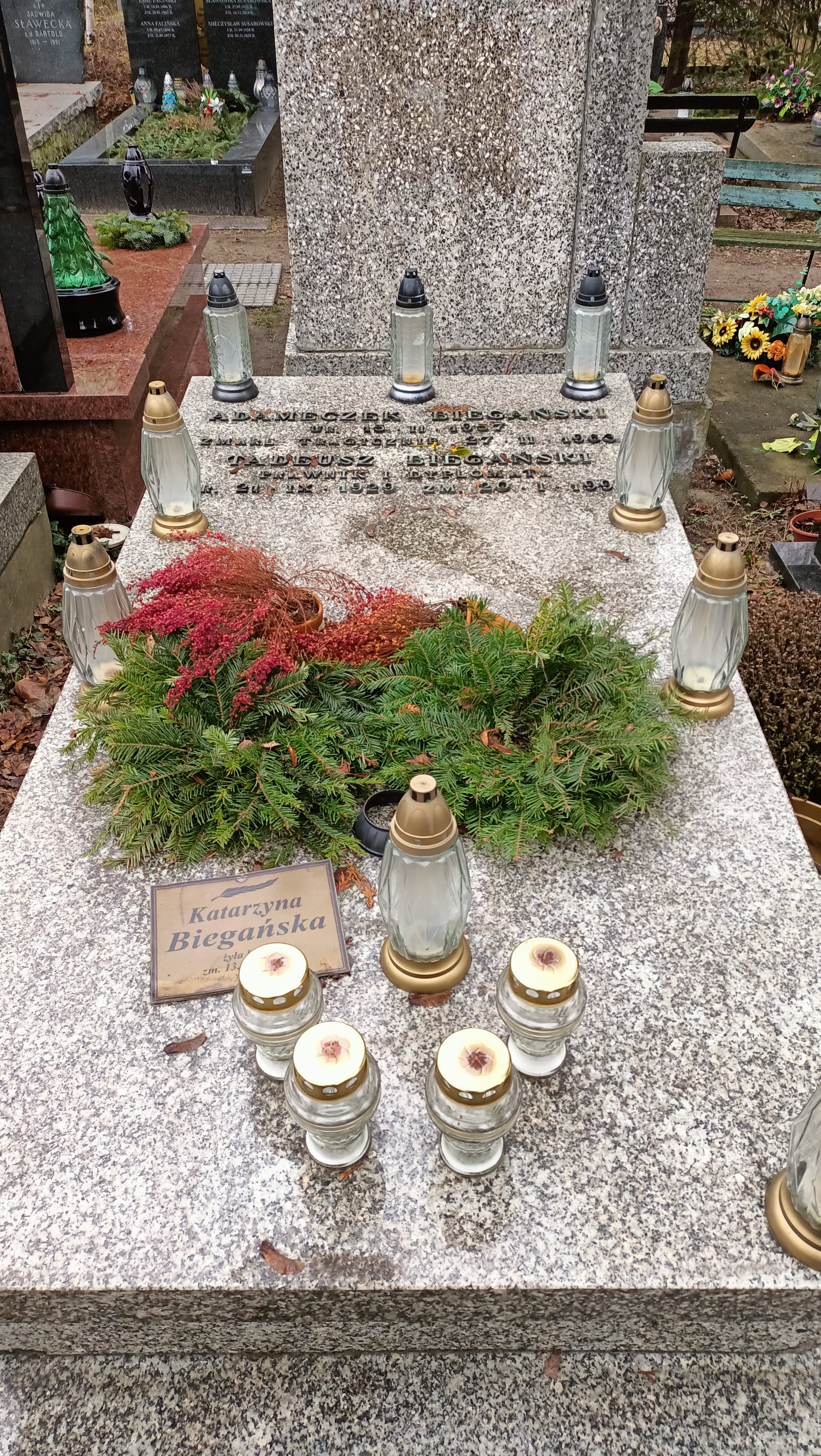
Grób Tadeusza Biegańskiego na Cmentarzu Wojskowym nn Powązkach

Tadeusz Lech Biegański (ur. 21 września 1929 w Wilnie, zm. 20 stycznia 1993) – polski dyplomata, chargé d’affaires PRL w Turcji (1980–1982).

## Życiorys
Tadeusz Biegański w 1945 przeniósł się do Torunia, gdzie w 1947 zdał maturę. W 1952 uzyskał dyplom magistra prawa na Uniwersytecie Mikołaja Kopernika w Toruniu.
W latach 1951–1954 pracował jako aspirant w Katedrze Teorii Państwa i Prawa Instytutu Nauk Społecznych przy KC PZPR. Następnie został skierowany na stanowisko adiunkta na Wydział Prawa Uniwersytetu Warszawskiego. W grudniu 1954 rozpoczął pracę w Departamencie II Ministerstwa Spraw Zagranicznych. Od kwietnia 1955 do końca 1961 był attaché kulturalnym w Ambasadzie w Brukseli. Od stycznia 1962 do października 1963 pełnił funkcję naczelnika wydziału w Departamencie Współpracy Kulturalnej i Naukowej MSZ. Od listopada 1963 do października 1967 pracował jako I sekretarz w Ambasadzie w Algierze. Następnie rzeczoznawca w Departamencie V MSZ (styczeń 1968 – listopad 1970). Od grudnia 1970 do grudnia 1971 był radcą ds. kultury Ambasady w Moskwie. Od stycznia 1972 radca ministra w Departamencie Studiów i Programowania MSZ, brał między innymi udział w przygotowaniach do Konferencji Bezpieczeństwa i Współpracy w Europie; od listopada 1972 do sierpnia 1975 był członkiem polskiej ekipy ds. KBWE. Od 1977 do 1982 był radcą Ambasady w Ankarze, od 16 sierpnia 1980 do 27 lipca 1982 chargé d’affaires w Republice Tureckiej.
W czerwcu 1947 został członkiem Polskiej Partii Socjalistycznej. Następnie wstąpił do Polskiej Zjednoczonej Partii Robotniczej. Pełnił funkcję członka egzekutywy oddziałowej organizacji partyjnej przy WPiA UMK (1949–1950), sekretarza podstawowej organizacji partyjnej przy Ambasadzie w Algierze (1964–1965) oraz członka egzekutywy I oddziałowej organizacji partyjnej w MSZ (1972–1973).
Syn Edwarda i Józefy. Pochowany na Cmentarzu Wojskowym na Powązkach.